# Парламентские выборы в Латвии (1931)
Выборы в четвёртый Сейм Латвии состоялись 3 и 4 октября 1931 года. 
По данным Центризбиркома Латвии явка избирателей составила 80,04 %.

## Результаты
Полужирным выделен результат списка, занявшего первое место, соответственно, в округе или по всей стране.
| Список                                         | Рига                       | Видземе                    | Земгале                   | Курземе                   | Латгале                                    | Итого                                  |
| ---------------------------------------------- | -------------------------- | -------------------------- | ------------------------- | ------------------------- | ------------------------------------------ | -------------------------------------- |
| Прогрессивное объединение                      | 5136 голосов, 1 мандат     | 5561 голос, 1 мандат       | 4166 голосов              | 6094 голоса, 1 мандат     | Общий список с Дем. центр., 3775 голосов   | 3 мандата                              |
| Немецкий список                                | 19 574 голоса, 2 мандата   | 6452 голоса, 1 мандат      | 6162 голоса, 1 мандат     | 6748 голосов, 1 мандат    | Не участвовали                             | 38 936 (4,01 %) голосов, 5 мандатов    |
| ЛСДРП                                          | 56 780 голосов, 6 мандатов | 54 101 голос, 6 мандатов   | 27 405 голосов, 3 мандата | 33 521 голос, 4 мандата   | 15 549 голосов, 2 мандата                  | 187 356 (19,29 %) голосов, 21 мандат   |
| Женский список                                 | 3136 голосов               | 2375 голосов               | 1867 голосов              | 3181 голос                | Не участвовали                             |                                        |
| Группа Винтерса (вкладчики)                    | 1594 голосов               | 8120 голосов, 1 мандат     | 4474 голоса, 1 мандат     | 4378 голосов              | 1757 голосов                               | 2 мандата                              |
| Мир, производство и порядок                    | 6410 голосов, 1 мандат     | 4031 голос                 | Не участвовали            | 4678 голосов              | Не участвовали                             | 1 мандат                               |
| Партия новохозяев                              | 4919 голосов               | 22 504 голоса, 2 мандата   | 14 558 голосов, 2 мандата | 18 936 голосов, 2 мандата | 5265 голосов, 1 мандат                     | 66 182 (6,81 %) голоса, 7 мандатов     |
| Латышский крестьянский союз                    | 5806 голосов, 1 мандат     | 53 915 голосов, 6 мандатов | 27 646 голосов, 3 мандата | 25 443 голоса, 3 мандата  | 6585 голосов, 1 мандат                     | 119 395 (12,29 %) голосов, 14 мандатов |
| Железнодорожники                               | 5821 голос, 1 мандат       | Не участвовали             | Не участвовали            | Не участвовали            | Не участвовали                             | 1 мандат                               |
| Партия демократического центра                 | 28 300 голосов, 3 мандата  | 14 937 голосов, 1 мандат   | 9 289 голосов, 1 мандат   | 9 497 голосов, 1 мандат   | Общий список с Прогр. объед., 3775 голосов | 6 мандатов                             |
| Наниматели                                     | 1896 голосов               | Не участвовали             | Не участвовали            | Не участвовали            | Не участвовали                             |                                        |
| Польско-католический список                    | 5076 голосов               | 168 голосов                | 4932 голоса, 1 мандат     | 3046 голосов              | 4153 голоса, 1 мандат                      | 2 мандата                              |
| Русский старообрядческий список                | 3168 голосов               | Не участвовало             | 609 голосов               | Не участвовали            | 17 903 голоса, 2 мандата                   | 21 680 (2,23 %) голосов, 2 мандата     |
| Христианское объединение                       | 5883 голосов, 1 мандат     | 5282 голоса, 1 мандат      | 4317 голосов              | 4998 голосов, 1 мандат    | Не участвовали                             | 3 мандата                              |
| Национальное объединение                       | 4622 голоса                | 3482 голоса                | 1151 голос                | 1356 голосов              | Не участвовали                             |                                        |
| Беднейшие крестьяне и рабочие                  | 7600 голосов, 1 мандат     | Не участвовали             | 451 голос                 | 294 голоса                | Не участвовали                             | 8345 (0,86 %) голосов, 1 мандат        |
| «Агудас Исраэль» (М. Дубин)                    | 10 489 голосов, 1 мандат   | Не участвовали             | Не участвовали            | 766 голосов               | 6340 голосов, 1 мандат                     | 2 мандата                              |
| «Мизрохи» (Группа М. Нурока)                   | 5274 голоса                | Не участвовали             | Не участвовали            | 6449 голосов, 1 мандат    | Не участвовали                             | 1 мандат                               |
| Рабоче-крестьянский список (КПЛ)               | 23 939 голосов, 2 мандата  | 7895, 1 мандат             | 7893 голоса, 1 мандат     | 9930 голосов, 1 мандат    | 12 670 голосов, 1 мандат                   | 62 327 (6,42 %) голосов, 6 мандатов    |
| Социал-демократическая оппозиция (П. Кикутс)   | 689 голосов                | 457 голосов                | 491 голоса                | Не участвовали            | Не участвовали                             |                                        |
| Православные (И. Поммер)                       | 8538 голосов, 1 мандат     | Не участвовали             | 3578 голосов              | Не участвовали            | 10 379 голосов, 1 мандат                   | 22 495 (2,32 %) голосов, 2 мандата     |
| Еврейская прогрессивная партия                 | 2095 голосов               | Не участвовали             | Не участвовали            | Не участвовали            | Не участвовали                             |                                        |
| Христиане-крестьяне                            | Не участвовали             | 1064 голоса                | 5867 голосов, 1 мандат    | 4605 голосов,             | 67 728 голосов, 7 мандатов                 | 79 264 (8,16 %) голосов, 8 мандатов    |
| Трудовой союз                                  | Не участвовал              | 6243 голоса, 1 мандат      | 2236 голосов              | Не участвовали            | Не участвовали                             | 1 мандат                               |
| Новое крестьянское объединение                 | Не участвовало             | 13 951 голос, 1 мандат     | 4960 голосов, 1 мандат    | Не участвовали            | Не участвовали                             | 2 мандата                              |
| Список рижских немцев                          | Не участвовал              | 6162 голоса, 1 мандат      | Не участвовали            | Не участвовали            | Не участвовали                             | 1 мандат                               |
| Недовольные новохозяева                        | Не участвовали             | 1732 голоса                | 427 голосов               | 1062 голоса               | Не участвовали                             |                                        |
| Прогрессивное крестьянство Земгале             | Не участвовали             | Не участвовали             | 3085 голосов              | Не участвовали            | Не участвовали                             |                                        |
| Литовский католический список                  | Не участвовали             | Не участвовали             | 3108 голосов              | Не участвовали            | Не участвовали                             |                                        |
| Земгальский еврейский список                   | Не участвовали             | Не участвовали             | 3741 голос                | Не участвовали            | Не участвовали                             |                                        |
| Трудящиеся-христиане                           | Не участвовали             | Не участвовали             | Не участвовали            | 4827 голосов, 1 мандат    | Не участвовали                             | 1 мандат                               |
| Бунд                                           | Не участвовали             | Не участвовали             | Не участвовали            | Не участвовали            | 5128 голосов                               | 5128 (0,53 %) голосов                  |
| Прогрессивное объединение латгальских крестьян | Не участвовали             | Не участвовали             | Не участвовали            | Не участвовали            | 49 424 голосов, 5 мандатов                 | 5 мандатов                             |
| Сионисты (М. Лазерсон)                         | Не участвовали             | Не участвовали             | Не участвовали            | Не участвовали            | 5331 голос                                 |                                        |
| Пахари Латгале                                 | Не участвовали             | Не участвовали             | Не участвовали            | Не участвовали            | 1496 голосов                               |                                        |
| Объединение латышей Латгале                    | Не участвовали             | Не участвовали             | Не участвовали            | Не участвовали            | 5657 голосов, 1 мандат                     | 1 мандат                               |
| Л. Шполянский                                  | Не участвовал              | Не участвовал              | Не участвовал             | Не участвовал             | 10 459 голосов, 1 мандат                   | 1 мандат                               |
| Старообрядцы (С. Кириллов)                     | Не участвовали             | Не участвовали             | Не участвовали            | Не участвовали            | 3884 голоса                                |                                        |
| Русское крестьянское объединение               | Не участвовали             | Не участвовали             | Не участвовали            | Не участвовали            | 8517 голосов, 1 мандат                     | 1 мандат                               |
| Всего мандатов и годных голосов                | 21 мандат, 215 954         | 23 мандата, 218 432        | 15 мандатов, 142 414      | 16 мандатов, 144 804      | 25 мандатов, 249 819                       | 100 мандатов, 971 423                  |

Число голосов за список и годных голосов по округам приведено по предварительным данным из «Latvijas Kareivis», число мандатов по окончательным результатам из «Valdības Vēstnesis».